# Вок (приток Камы)
Вок — река в России, протекает по Омутнинскому и Афанасьевскому районам Кировской области. Устье реки находится в 1594 км от устья Камы по левому берегу. Длина реки составляет 39 км. До впадения справа Малого Вока называется Большой Вок.
Исток реки на Верхнекамской возвышенности в лесах в 9 км юго-восточнее деревни Лупья (Леснополянское сельское поселение). Рядом с истоком находится исток реки Большая Кирья. Верхнее течение находится в Омутнинском районе, среднее и нижнее — в Афанасьевском. Река течёт на восток, в среднем течении на берегах деревни Кондратьевская, Васильевская, Прокопьевская (Ичетовкинское сельское поселение). Кроме Малого Вока крупных притоков не имеет. Впадает в Каму напротив деревни Порубово.

## Данные водного реестра
По данным государственного водного реестра России относится к Камскому бассейновому округу, водохозяйственный участок реки — Кама от истока до водомерного поста у села Бондюг, речной подбассейн реки — бассейны притоков Камы до впадения Белой. Речной бассейн реки — Кама.
Код объекта в государственном водном реестре — 10010100112111100000320.